# Alfredo Antonio Giorgi
Alfredo Antonio Giorgi fue un doctor en Química e investigador argentino. Trabajó como investigador del Centro de Plásticos del Instituto Nacional de Tecnología Industrial (INTI), situado en San Martín (Provincia de Buenos Aires) y también fue un conocido militante peronista montonero. Fue capturado y desaparecido por la última dictadura cívico-militar argentina (1976—1983).
El 27 de noviembre de 1978 es secuestrado en su lugar de trabajo, en un operativo ilegal de detención y posterior desaparición forzada. Tenía 33 años. Por testimonio de ex detenidos, fue visto en el CCD Olimpo. Es un caso incluido en causa judicial en la que se investigaron, probaron y condenaron delitos de lesa humanidad. Sentencia dictada por la Cámara Nacional de Apelaciones en lo Criminal y Correccional Federal, en Causa N.º 13/84 (Causa 13), diciembre de 1985. Sentencia dictada por el Tribunal Oral en lo Criminal Federal N.º 2 de Capital Federal, en Causas N.º 1668 y 1673 (ABO), diciembre de 2010. Sentencia dictada por el Tribunal Oral en lo Criminal Federal N.º 2 de Capital Federal, en Causa N.º 1824 (ABO bis), junio de 2012.
Inició su actividad laboral el 16 de octubre de 1974, bajo legajo personal n° 22.011. El organismo liquidó haberes hasta noviembre de 1978, mes en el que se perpetró su desaparición. No se instruyó sumario ni se libraron actuaciones administrativas, hasta que judicialmente se fue determinando su situación. Su legajo fue reparado en el marco del Decreto n° 1199/2012 del Poder Ejecutivo Nacional, atento lo dispuesto por la resolución Conjunta 53/2013 y 7/2013 de la Secretaría de Gabinete y Coordinación Administrativa y Secretaría de Derechos Humanos de la Nación de fecha 22 de marzo de 2013, y entregado a sus familiares el 4 de agosto de 2015, en un acto realizado en la sede central del INTI con la presencia de funcionarios, dirigentes sindicales y organizaciones de derechos humanos.